# Martina Špinková
Martina Špinková (* 26. června 1959 Praha) je česká ilustrátorka.

## Život
Po gymnáziu studovala na Vysoké škole uměleckoprůmyslové v Praze v ateliéru knižní kultury a písma; od roku 1984 se věnuje volné a užité grafice, ilustraci a výtvarné redakci. Ilustrovala více než 50 knih, velkou část pro německá nakladatelství (DBV München, Echter); ilustrace dále publikovala ve Francii, Anglii, Belgii, Rakousku, Maďarsku, Slovinsku a Polsku.
Vydala tři básnické sbírky: Za plotem noc, V koni křídla a Před andělem strom.
V České republice spolupracuje především s nakladatelstvím Doron, dále s nakladatelstvím Portál a s Karmelitánským nakladatelstvím.
Od roku 2003 do září roku 2012 působila také jako ředitelka hospicového občanského sdružení Cesta domů.